# Johann Christoph Schmidt (Kammerpräsident)
Johann Christoph Schmidt (* 28. Dezember 1727 in Langensalza; † 4. Oktober 1807 in Weimar) war sachsen-weimarischer Kammerpräsident und folgte Johann Wolfgang Goethe in diesem Amt, als dieser 1786 nach Italien ging.
Schmidt war der Sohn von Christian Andreas Schmidt (1693–1732) und älterer Bruder von Klopstocks unerfüllter Jugendliebe Maria Sophia Schmidt (1731–1799), war mit diesem in seiner Jugend befreundet und versuchte sich anfangs auch als Odendichter. Nach dem Besuch der Fürstenschule Pforta ging er 1757 an den Hof nach Weimar, wo er eine Beamtenlaufbahn einschlug.
Schmidt stand mit Goethe mehrere Jahre in Briefwechsel. So teilte ihm dieser am 13. August 1786 aus Karlsbad vor Antritt seiner italienischen Reise mit: „Morgen werde ich Exkursion nach Schneeberg machen. Ich habe, von Dresden aus, die Erlaubniß erhalten die dortigen Kobaldgruben zu befahren, welches eine außerordentliche Vergünstigung ist, indem sowohl Freunde als Einheimische auf das strengste davon entfernt gehalten werden.“
Schmidt war Besitzer des Pogwisch-Haus Weimar. Schmidt blieb unverheiratet. In seinem Haus wohnte laut W. Daniel Wilson ebenfalls ein unverheiratet gebliebener Mann, der Hofmedikus Heinrich Friedrich Abt.